# Alton, Missouri
Alton är administrativ huvudort i Oregon County i Missouri. Orten fick sitt namn efter Alton i Illinois.